# Lo mejor de Ángeles del Infierno
Lo mejor de Ángeles del Infierno —también conocido simplemente como Lo mejor de...— es un álbum recopilatorio de la banda española de heavy metal Ángeles del Infierno y fue lanzado en formato de disco de vinilo, casete y disco compacto en 1987 por WEA Records.

## Contenido
Este compilado enlista varias canciones de los tres primeros álbumes de la agrupación: Pacto con el diablo, Diabolicca y Joven para morir de 1984, 1985 y 1986, todos publicados también por WEA.

## Reediciones
En 1997 y 2001, salieron al mercado dos versiones remasterizadas de este recopilatorio bajo los nombre de Lo mejor de Ángeles del Infierno: 1984-1993 y Éxitos diabólicos. En dichas reediciones se incluyeron cuatro temas de los discos posteriores a Lo mejor de los Ángeles del Infierno.

## Lista de canciones

### Versión original de 1987
| Cara A |                             |                         |          |  |
| N.º    | Título                      | Escritor(es)            | Duración |  |
| 1.     | «Maldito sea tu nombre»     | Robert Álvarez          | 3:46     |  |
| 2.     | «Prisionero»                | Juan Gallardo / Álvarez | 4:23     |  |
| 3.     | «Al otro lado del silencio» | Gallardo / Álvarez      | 4:25     |  |
| 4.     | «Lo tomas o lo dejas»       | Gallardo / Álvarez      | 3:55     |  |
| 5.     | «Rocker»                    | Gallardo / Álvarez      | 2:57     |  |

| Cara B |                                                  |                                               |          |  |
| N.º    | Título                                           | Escritor(es)                                  | Duración |  |
| 6.     | «Con las botas puestas» (versión de Iron Maiden) | Bruce Dickinson / Steve Harris / Adrian Smith | 3:38     |  |
| 7.     | «Sombras en la oscuridad»                        | Robert Álvarez                                | 5:11     |  |
| 8.     | «Pensando en ti»                                 | Gallardo / Álvarez                            | 4:45     |  |
| 9.     | «Fuera de la ley»                                | Gallardo / Álvarez                            | 3:58     |  |
| 10.    | «Heavy rock»                                     | Robert Álvarez                                | 3:12     |  |
| 40:56  |                                                  |                                               |          |  |

### Reediciones de 1997 y 2001 -Lo mejor de Ángeles del Infierno: 1984-1993yÉxitos diabólicos
| N.º   | Título            | Escritor(es)       | Duración |  |
| 11.   | «666»             | Gallardo / Álvarez | 3:46     |  |
| 12.   | «Prisionero»      | Gallardo / Álvarez | 4:23     |  |
| 13.   | «A cara o cruz»   | Robert Álvarez     | 3:36     |  |
| 14.   | «Jugando al amor» | Gallardo / Álvarez | 3:49     |  |
| 46:30 |                   |                    |          |  |

## Créditos
- Juan Gallardo — voz
- Robert Álvarez — guitarra líder
- Manu García — guitarra rítmica
- Santi Rubio — bajo
- Iñaki Munita — batería